# Parque nacional Taeanhaean
El parque nacional Taeanhaean (en coreano: 태안해안국립공원) fue designado como el decimotercer parque nacional de Corea del Sur en 1978. El área total es de aproximadamente 840 kilómetros cuadrados, con 289,315 millas cuadradas (749,32 kilómetros cuadrados) de áreas marinas. El parque nacional de TaeanHaean contiene diversos ecosistemas costeros y 26 playas a lo largo de la costa de 230 kilómetros. En cuanto a los recursos naturales, posee 1195 especies de animales, 774 especies de plantas y 671 especies marinas que distribuyen por sus espacios.